# Lijst van spelers van Club Deportivo Universidad Católica
Deze lijst omvat voetballers die bij de Chileense voetbalclub Club Deportivo Universidad Católica spelen of gespeeld hebben. De namen zijn alfabetisch gerangschikt.

## A
- Luis Abarca
- Albert Acevedo
- Alberto Acosta
- Jorge Acuña
- Víctor Adriazola
- Patricio Aguilera
- Ailton
- Cristián Álvarez
- Iván Álvarez
- Manuel Álvarez
- Enzo Anida
- Jorge Aravena
- Miguel Ardiman
- Carlos Arias
- Juan Aróstegui
- Manuel Arriagada
- Oscar Arriaza
- Rodolfo Arruabarrena
- Francisco Arrué
- Fernando Astudillo

## B
- Rodrigo Barrera
- Sebastián Barrientos
- Gerardo Basaes
- Jean Beausejour
- Roberto Beshe
- Vladimir Bigorra
- David Bisconti
- Roberto Bishara
- Marko Biskupovic
- Eduardo Bonvallet
- Darío Bottinelli
- Braulio Brizuela
- José Buljubasich

## C
- Jeremías Caggiano
- Pablo Calandria
- Bernardo Campos
- Fernando Campos
- Jorge Luis Campos
- Marcelo Cañete
- José Cardozo
- Ángel Carreño
- Fernando Carvallo
- Hernan Carvallo
- Luis Carvallo
- Nicolás Castillo
- Leonardo Cauterucchi
- Fabián Cerda
- Horacio Cisternas
- Rodolfo Clavería
- Darío Conca
- Jorge Contreras
- Leonel Contreras
- Fernando Cornejo
- Marco Cornez
- Pablo Corral
- Marcelo Corrales
- César Cortés
- Nelson Cossio
- Tomás Costa
- Julio Crisosto

## D
- Delém
- Damián Díaz
- Daniel Díaz
- Fernando Díaz
- José Díaz
- Leandro Díaz
- Santiago Dittborn
- Hugo Droguett

## E
- Edu Manga
- Juan Eluchans
- Rubén Espinoza
- Fabián Estay
- Joel Estay

## F
- Jonathan Fabbro
- Francisco Fernández
- Marco Figueroa
- Alberto Fouilloux
- Ismael Fuentes
- José Fuenzalida

## G
- Alejandro Gaete
- Patricio Galaz
- Julio Gallardo
- Paulo Garcés
- Daniel Garnero
- Nicolás Gianni
- Adán Godoy
- Rodrigo Goldberg
- Jorge Gómez
- Juan Pablo Gómez
- Rodrigo Gómez
- Aníbal González
- Boris González
- Marco González
- Marcos González
- Mark González
- Pablo González
- Néstor Gorosito
- Alexis Gutiérrez
- Felipe Gutiérrez
- Julio Gutiérrez
- Roberto Gutiérrez

## H
- Kevin Harbottle
- Ignacio Hasbún
- David Henríquez
- Osvaldo Hurtado

## I
- Fernandeo Ibáñez
- Jaison Ibarrola
- Facundo Imboden
- Raimundo Infante
- Mauricio Isla

## J
- Matías Jadue
- Luis Jara

## L
- Álvaro Lara
- Gustavo Laube
- Mario Lepe
- Sergio Livingstone
- Claudio Lizama
- Daniel López
- Jorge Luco
- Damián Luna

## M
- Ian MacNiven
- Hernán Madrid
- Stefano Magnasco
- Rodrigo Mannara
- Luis Mansilla
- Patricio Mardones
- Javier Margas
- Ángel Martínez
- Hans Martínez
- José Martínez
- Juan Carlos Masnik
- Luis Mayanes
- Gary Medel
- Leonel Mena
- Fernando Meneses
- Sergio Messen
- Sebastián Miranda
- Milovan Mirošević
- Francisco Molina
- Leonardo Monje
- Miguel Montuori
- Juan Morales
- Gustavo Moscoso
- Rodolfo Moya
- Claudio Muñoz

## N
- Adolfo Nef
- Miguel Ángel Neira
- Arturo Norambuena
- Claudio Núñez
- Luis Núñez
- Mario Núñez
- Nicolás Núñez

## O
- Rafael Olarra
- Juvenal Olmos
- Diego Opazo
- Manuel Ormazábal
- Patricio Ormazábal
- Jorge Ormeño
- Alejandro Osorio

## P
- Gilberto Palacios
- Alfonso Parot
- Nelson Parraguez
- Daniel Pérez
- Eros Pérez
- Luis Pérez
- Francisco Pizarro
- Jaime Pizarro
- Dante Poli
- Miguel Ponce
- Waldo Ponce
- Lucas Pratto
- Andres Prieto
- Ignacio Prieto
- Erick Pulgar

## Q
- Alberto Quintano
- Ignacio Quinteros
- Jorge Quinteros

## R
- Miguel Ramírez
- Orlando Ramírez
- Juan Ribera
- Fernando Riera
- Bruno Rojas
- Manuel Rojas
- Fernando Roldán
- Andrés Romero
- Diego Rosende
- Sebastián Rozental
- Jaime Rubilar
- Eduardo Rubio
- Matías Rubio

## S
- Pedro Salgado
- Nélson Sanhueza
- Claudio Santis
- Juan Sarnari
- Gonzalo Sepúlveda
- Célio Silva
- Francisco Silva
- José del Solar
- Alonso Solís
- Fernando Solís
- Hugo Solís
- Carlos Soto
- Mario Soto
- Humberto Suazo

## T
- Sebastián Taborda
- Carlos Tapia
- Héctor Tapia
- Nelson Tapia
- Armando Tobar
- Patricio Toledo
- Rodrigo Toloza
- Cristopher Toselli
- Lukas Tudor
- Raimundo Tupper

## V
- Sergio Valdés
- Esteban Valencia
- René Valenzuela
- Rodrigo Valenzuela
- Leopoldo Vallejos
- Alex Varas
- Jorge Vargas
- Iván Vásquez
- Sergio Vázquez
- Adán Vergara
- Luis Vidal
- Eduardo Vilches
- Eduardo Villagra
- Gonzalo Villagra
- José Luis Villanueva
- Pablo Vranjicán

## W
- Óscar Wirth
- Rainer Wirth

## Z
- Gustavo Zamudio
- Mauricio Zenteno